# Taiwo Ajai-Lycett
Taiwo Ajai-Lycett (Lagos, 3 de enero de 1941) es una actriz, periodista, presentadora de televisión y cosmetóloga nigeriana. Fue la primera editora de la revista Africa Woman en la década de 1970.

## Biografía
Lycett tiene una gemela y nació el 3 de febrero de 1941 en Lagos, Nigeria colonial. Su padre era de ascendencia Awori. Asistió a la escuela Mt Carmel Convent School y a la secundaria metodista para niñas en Lagos.
Viajó a Londres para estudiar administración y negocios. Tomó cursos en la Christine Shaw School of Beauty Science en Londres, donde recibió un certificado en cosmetología. También asistió al Hendon College of Technology, donde obtuvo un Diploma Nacional Superior en Estudios Empresariales en 1969. Mientras estudiaba, trabajó como camarera, en la oficina de correos y en publicidad. En la oficina de correos, comenzó como secretaria personal en 1962 y luego trabajó como secretaria principal en la oficina de Lord Hall.

## Carrera
Debutó como actriz en diciembre de 1966 en la obra The Lion and the Jewel, de Wole Soyinka, una comedia en dos actos dirigida por William Gaskill en el Royal Court Theatre de Londres. Su debut actoral no estaba planeado, se encontraba en la sala de ensayo cuando Gaskill le pidió que participara. Debido al estímulo que recibió por su actuación y las invitaciones de los productores que siguieron, decidió tomar en serio la carrera de actriz.
En 1972, dejó su carrera y se unió al Traverse Theatre Group para el Festival de Edimburgo. Posteriormente, formó parte de una serie de programas de televisión y teatro. En 1973, participó en la obra de Amadu Maddy Life Everlasting en el Africa Centre, Londres, y estuvo presente en el The National Health de Peter Nichols durante el Festival of British Theatre. En 1976, interpretó el papel principal en la obra de Yemi Ajibade, Parcel Post, presentada en el Royal Court Theatre. Fue directora del Black Theatre Workshop de Londres, junto al actor Louis Mahoney y el escritor Mike Phillips.
Ha participado películas y series nigerianas como Tinsel, la premiada telenovela nigeriana. También apareció en la película nigeriana Oloibiri, película de suspenso y acción de 2016, dirigida por Curtis Graham, producida por Rogers Ofime y protagonizada, además de Ajai-Lycett, por Olu Jacobs y Richard Mofe-Damijo.

## Premios y honores
El 1 de octubre de 2006 recibió el premio nacional de Oficial de la Orden del Níger, condecorada por el Jefe Olusegun Obasanjo, presidente de la República Federal de Nigeria En febrero de 2008, en una Gala de las Estrellas celebrada en el Theatre Royal Stratford East en el décimo aniversario de Tiata Fahodzi, fue honrada como líder del teatro británico-africano, junto con Dotun Adebayo y Yemi Ajibade.
Es miembro de la Sociedad de Artistas de Teatro de Nigeria (SONTA).

## Vida personal
Ha estado casada en dos ocasiones. En 2006, fue asaltada y violada en su casa de Egbe a la edad de 65 años El 3 de febrero de 2021 cumplió 80 años y recibió saludos de familiares y amigos.